# Тингвелир
 Тингвелир  (исландски језик за "Поље сабора") је историјски локалитет у општини Бласкогабyго у јужном Исланду које је 930. године било место оснивања најстаријег парламента на свету који је још увек активан (а који се ту одржавао све до 1789. год.), исландског Алтинга ("Веће").
Тингвелир се налази у близини полуострва Рејкјанес, код вулкана Хенгил који је део долине Средњоатланског гребена. Ту се налази и највеће природно језеро на Исланду, Тингвалаватн. 
Због тога је 1930. године основан Национални парк Тингвелир како би се заштитили остаци старог парламента, а касније проширен како би се заштитио природни предео око локалитета. Тингвелир национални парк је био први на Исланду који је данас велика туристичка атракција, а због своје историјске, културне и геолошке вредности је 2008. године уписан на УНЕСКО-в списак места Светске баштине у Европи.

## Историја
На овом месту су се око 930. године, углавном норвешки Викинзи, једном годишње две недеље у јуну састајали на традиционалном законодавној и судској скупштини, тзв. Алтингу. Након оних у старој Грчкој, то је био најстарији парламент на свету који је на овом месту опстао све до 1798. године кад су га Данци укинули.
Год. 1000. на овом сабору је усвојено хришћанство као једина религија на Исланду.
На овом историјском мјесту је такође, 17. јуна 1944. године, Република Исланд прогласила независност, а 1994. год. прославила своју педесету годину постојања.
Чак и данас, на рубу трга и Сабора, као и на неколико места у кањону могу се видети трошни и обрасли камени зидови с артефактима из времена одржавања Алтинга, заштићени церадама.
- Место одржавања Алтинга у Тингвелиру
- Река Оксара утиче у језеро Тингвалаватн